# Giancarlo Maria Bregantini
Giancarlo Maria Bregantini (Denno, 28 settembre 1948) è un arcivescovo cattolico italiano, dal 6 dicembre 2023 arcivescovo emerito di Campobasso-Boiano.

## Biografia
Nasce a Denno, in provincia ed arcidiocesi di Trento, il 28 settembre 1948.

### Formazione e ministero sacerdotale
Dopo aver frequentato la scuola media, il ginnasio ed il liceo dai padri stimmatini, studia teologia presso la diocesi di Verona e consegue la licenza in storia della Chiesa presso la Pontificia Università Gregoriana a Roma.
Entrato nel 1959 nel seminario minore degli stimmatini, emette nel settembre 1966 i voti temporanei nella congregazione, e dopo anni di studio e di esperienze di lavoro operaio in fabbrica, il 13 giugno 1974 emette la professione perpetua.
Il 1º luglio 1978 viene ordinato presbitero stimmatino nella cattedrale di Crotone.
Dal 1976 al 1987 è docente di storia della Chiesa presso il pontificio seminario regionale San Pio X di Catanzaro, insegnante di religione presso l'Istituto Nautico di Crotone, delegato diocesano per la pastorale del lavoro; successivamente viene nominato vicario parrocchiale presso la parrocchia di Santa Chiara di Crotone e cappellano del carcere circondariale nella stessa città.
Nella Congregazione dei padri stimmatini è consigliere provinciale della provincia stimmatina, dal 1982 al 1985 e diviene formatore dei chierici stimmatini nel 1987.
Si trasferisce a Bari, dove insegna storia della Chiesa presso l'arcidiocesi di Bari-Bitonto nello studentato teologico interreligioso della Puglia. Per molti anni è parroco nella parrocchia di San Cataldo a Bari e dal 1992 anche cappellano dell'ospedale C.T.O., che ha sede nel rione Marconi San Cataldo di Bari, nonché membro del consiglio dei consultori e insegnante di religione in un istituto religioso. In questo periodo è più volte intervenuto nelle trasmissioni curate in diretta da Telenorba dalla Fiera del Levante.
Lascia la parrocchia solo alla fine di aprile 1994, dopo l'ordinazione episcopale.

### Ministero episcopale

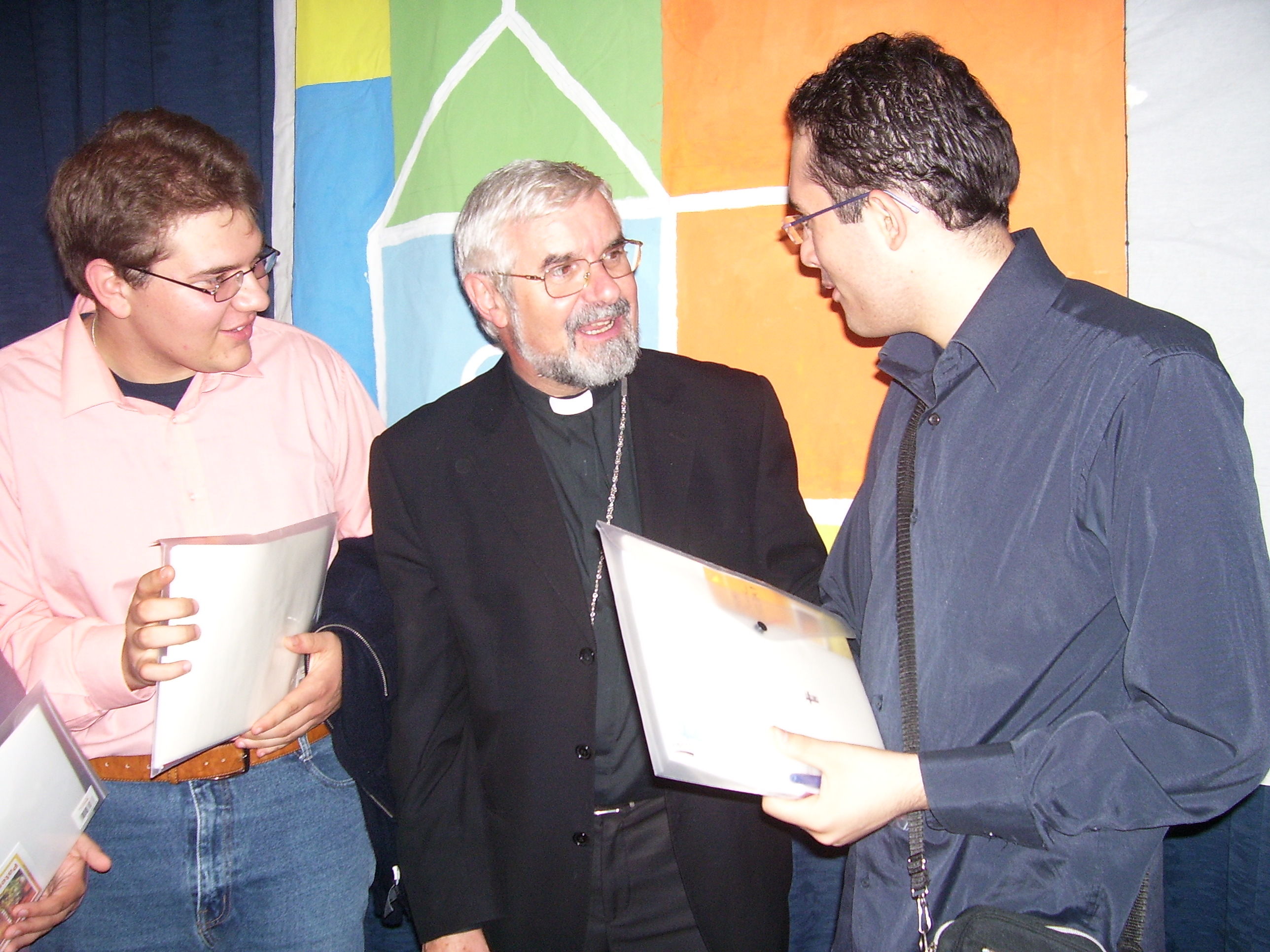
L'arcivescovo con alcuni organizzatori del convegno di Pastorale giovanile della conferenza episcopale siciliana

Il 12 febbraio 1994 papa Giovanni Paolo II lo nomina vescovo di Locri-Gerace; succede ad Antonio Ciliberti, precedentemente nominato arcivescovo di Matera-Irsina. Il 7 aprile successivo riceve l'ordinazione episcopale, nella cattedrale di Crotone, dall'arcivescovo Giuseppe Agostino, co-consacranti gli arcivescovi Vittorio Luigi Mondello e Giovanni Maria Sartori. Prende possesso della diocesi di Locri-Gerace il 7 maggio.
L'8 novembre 2007 papa Benedetto XVI lo nomina arcivescovo metropolita di Campobasso-Boiano; succede ad Armando Dini, dimessosi per raggiunti limiti di età. Il 19 gennaio 2008 prende possesso dell'arcidiocesi.
Molti a Locri e in Calabria protestano per questa nomina, vista come un allontanamento, ma lo stesso Bregantini ne spiega le motivazioni, in una lettera aperta inviata alla diocesi calabrese e alla stampa.
Il 17 luglio 2009 concelebra la messa solenne nella cattedrale di Campobasso per le esequie del paracadutista Alessandro di Lisio scomparso in Afghanistan.
Il 4 ottobre 2011 celebra ad Assisi la messa in onore di san Francesco, patrono d'Italia, nell'anno in cui la nazione celebra il 150º anniversario dell'indipendenza e il Molise offre l'olio per la lampada votiva.
Nel 2014 scrive le meditazioni per la via Crucis che papa Francesco presiede al Colosseo la sera del Venerdì Santo. Lo stesso anno, il 5 luglio, concelebra la messa del papa svoltasi a Campobasso.
L'11 gennaio 2021 viene eletto vicepresidente della Conferenza episcopale dell'Abruzzo-Molise, succedendo a Gianfranco De Luca, vescovo di Termoli-Larino. Presso la conferenza stessa è delegato per i problemi sociali e il lavoro.
Il 6 dicembre 2023 papa Francesco accetta la sua rinuncia, presentata per raggiunti limiti di età, al governo pastorale dell'arcidiocesi di Campobasso-Boiano; gli succede Biagio Colaianni, fino ad allora vicario generale di Matera-Irsina. Rimane amministratore apostolico dell'arcidiocesi fino all'ingresso del successore, avvenuto il 9 marzo 2024.

## Riconoscimenti
Nel 2006 riceve il premio "Angelo Narducci" da Bassano Staffieri, vescovo della Spezia-Sarzana-Brugnato, in occasione della 31ª festa del quotidiano Avvenire.

## Posizioni teologiche, morali, sociali e su temi politici
Acquista notorietà anche civile, inserendo nella sua azione pastorale una coscientizzazione del popolo che in concreto significa dura ed efficace opposizione alla 'ndrangheta. Nel corso del suo episcopato nella diocesi calabrese commina la scomunica a «coloro che fanno abortire la vita dei nostri giovani, uccidendo e sparando, e delle nostre terre, avvelenando i nostri campi», in riferimento alla distruzione da parte delle cosche di alcune serre del Progetto Policoro, promosso dalla CEI.
Il 20 aprile 2013 caldeggia, a nome della CEI, la rielezione del presidente della Repubblica Giorgio Napolitano.

## Genealogia episcopale
La genealogia episcopale è:
- Cardinale Scipione Rebiba
- Cardinale Giulio Antonio Santori
- Cardinale Girolamo Bernerio, O.P.
- Arcivescovo Galeazzo Sanvitale
- Cardinale Ludovico Ludovisi
- Cardinale Luigi Caetani
- Cardinale Ulderico Carpegna
- Cardinale Paluzzo Paluzzi Altieri degli Albertoni
- Papa Benedetto XIII
- Papa Benedetto XIV
- Papa Clemente XIII
- Cardinale Bernardino Giraud
- Cardinale Alessandro Mattei
- Cardinale Pietro Francesco Galleffi
- Cardinale Giacomo Filippo Fransoni
- Cardinale Carlo Sacconi
- Cardinale Edward Henry Howard
- Cardinale Mariano Rampolla del Tindaro
- Cardinale Gennaro Granito Pignatelli di Belmonte
- Cardinale Pietro Boetto, S.I.
- Cardinale Giuseppe Siri
- Arcivescovo Giovanni Ferro, C.R.S.
- Arcivescovo Giuseppe Agostino
- Arcivescovo Giancarlo Maria Bregantini, C.S.S.

## Opere
- Giancarlo Maria Bregantini, Non possiamo tacere. Le parole e la bellezza per vincere la mafia, Milano, Piemme, 2011.
- Giancarlo Maria Bregantini, Benedici il Signore sempre, Elledici, 2011.
- Giancarlo Maria Bregantini, Fedeltà del cuore. Dalla fragilità alla fedeltà sulle orme di Maria e Giuseppe, Edizioni Messaggero, 2010.
- Giancarlo Maria Bregantini, Il nostro Sud in un Paese (reciprocamente) solidale, Città Nuova, 2010.
- Giancarlo Maria Bregantini, Le sette parole di Gesù sulla croce, Edizioni Messaggero, 2010.
- Giancarlo Maria Bregantini, Lettera ai sacerdoti. Annodati al cuore di Cristo.(Al pozzo di Sicàr), Edizioni Paoline, 2010.
- Giancarlo Maria Bregantini, Ogni giorno con te, Elledici, 2010.
- Giancarlo Maria Bregantini, La casa di Elisabetta. Commento al Magnificat, Elledici, 2009.
- Giancarlo Maria Bregantini, Il profumo della Salve Regina, Elledici, 2008.
- Giancarlo Maria Bregantini, Il tulipano giallo, Edizioni Messaggero, 2008.
- Giancarlo Maria Bregantini, Maestro e testimone.La parola si fa storia, Ist.San Gaetano, 2008.
- Giancarlo Maria Bregantini, Per una gioia piena. Lettera ai Filippesi, Ist.San Gaetano, 2008.
- Giancarlo Maria Bregantini, I colori di Luca. Il Vangelo di Luca, Ist.San Gaetano, 2007.
- Giancarlo Maria Bregantini, Cari giovani, scrivo a voi, Ist.San Gaetano, 2007.
- Giancarlo Maria Bregantini, Volti e luoghi di una Chiesa giovane. Gli Atti degli Apostoli, Elledici, 2007.
- Giancarlo Maria Bregantini, Vivente è la nostra speranza. Riflessioni sulla prima Lettera di Pietro, Ist.San Gaetano, 2006.
- Giancarlo Maria Bregantini, La strada e la stella. I vangeli dell'infanzia, Elledici, 2006.
- Giancarlo Maria Bregantini, ... Ma perché ti sei fatto prete?! Scritti e testimonianze, Monti, 2005.
- Giancarlo Maria Bregantini, Gli alberi dell'anno, Edizioni Messaggero, 2004.
- Giancarlo Maria Bregantini, La terra e la gente. La speranza in cui credo, Monti, 2001.
- Giancarlo Maria Bregantini, Una chiesa tra gli ulivi. Riflessioni pasquali di un vescovo, Monti, 2000.